# Dapicosique
Dapicosique (Tapicosique, Dapigenlek, Lapikosik), jedno od starih plemena Toba Indijanaca s Gran Chaca poznatih u 16. i 17. stoljeću. Smatra se da su njihov potomci kasnije poznati kao Dapigenlek ili Lapikosik, koji se vode kao jena od skupina Istočnih Toba (Tobas orientales).
Za pleme Dapigenlek se kaže da su izvornio s rijeke Sora, a godine 1756. njih 212 okupljeno je na misiji San Ignacio na rijeci Ledesma, na kojoj je kasnije 1767. ukupna Toba populacija izbnosila 600. Naselje je napušteno 1818.
Tobe su predstavnici jezične porodice Guaycurú.